# Matthieu Vaxivière
Matthieu Vaxivière (ur. 3 grudnia 1994 roku w Limoges) – francuski kierowca wyścigowy.

## Życiorys
Matthieu karierę rozpoczął od startów w kartingu. W 2011 roku zadebiutował w serii wyścigów samochodów jednomiejscowych – Eurocupie F4 1.6. Francuz już w pierwszym podejściu sięgnął w niej po tytuł mistrzowski. Vaxivière aż dziesięciokrotnie stawał na podium, z czego trzykrotnie na najwyższym stopniu (w dwukrotnie na ulicznym torze w Pau). Oprócz tego sześciokrotnie startował z pole position oraz tyle samo razy ustanawiał najlepszy czas w wyścigu.
W sezonie 2012 Matthieu podpisał kontrakt z francuską stajnią Tech 1 Racing, na udział w Europejskiej Formule Renault. Z 1 punktem sezon ukończył na 29 pozycji.
W 2013 roku Francuz ukończył sezon na dziesiątym miejscu w Europejskiej Formule Renault oraz na osiemnastej pozycji w Alpejskiej Formule Renault 2.0.
W sezonie 2014 Vaxivière podpisał kontrakt z czeską ekipą Lotus na starty w Formule Renault 3.5. W ciągu trzynastu wyścigów, w których wystartował dwukrotnie stawał na podium. Uzbierał łącznie 83 punkty, co dało mu ósme miejsce w końcowej klasyfikacji kierowców.
W drugim sezonie współpracy Francuz walczył o tytuł mistrzowski z Brytyjczykiem Oliverem Rowlandem. Matthieu prezentował wysokie tempo, jednak słabsza skuteczność jego i czeskiego teamu a także wiele niewykorzystanych szans na wygrane sprawiły, że stracił szansę na tytuł mistrzowski na rundę przed zakończeniem zmagań. W konsekwencji odnotował tylko trzy zwycięstwa w stosunku do pięciu pole position.
W roku 2016 postanowił pozostać w serii przekształconej w Formułę 3.5 V8. Podpisał kontrakt z debiutującym w serialu szwajcarskim zespołem Spirit of Race.

## Wyniki

### Formuła Renault 3.5
| Legenda oznaczeń w tabelach wyników Wyświetl szablon na nowej stronie | Legenda oznaczeń w tabelach wyników Wyświetl szablon na nowej stronie                                                                     |
| Oznaczenie                                                            | Wyjaśnienie |
| --------------------------------------------------------------------- | --- |
| Złoty                                                                 | Zwycięzca lub mistrzostwo |
| Srebrny                                                               | 2. miejsce lub wicemistrzostwo |
| Brązowy                                                               | 3. miejsce lub II wicemistrzostwo |
| Zielony                                                               | Ukończył, punktował (w klasyfikacji generalnej, gdy zdobył co najmniej jeden punkt na przestrzeni sezonu, poza trzema powyższymi opcjami) |
| Niebieski                                                             | Ukończył, nie punktował (w klasyfikacji generalnej, gdy nie zdobył co najmniej jednego punktu na przestrzeni sezonu)                      |
| Czerwony                                                              | Nie zakwalifikował się (NZ) |
| Czerwony                                                              | Nie prekwalifikował się (NPK) |
| Różowy                                                                | Nie ukończył (NU) |
| Różowy                                                                | Niesklasyfikowany (NS) (w klasyfikacji generalnej, gdy nie został sklasyfikowany w żadnym wyścigu sezonu)                                 |
| Czarny                                                                | Zdyskwalifikowany (DK) |
| Czarny                                                                | Wykluczony (WYK/EX) |
| Biały                                                                 | Nie wystartował (NW) |
| Biały                                                                 | Kontuzjowany (K/INJ) |
| Biały                                                                 | Wyścig odwołany (OD/C) |
| Bez koloru                                                            | Został wycofany (WYC/WD) |
| Bez koloru                                                            | Nie przybył (NP/DNA) |
| Bez koloru                                                            | Nie brał udziału w treningach (NT/DNP) |
| Bez koloru                                                            | Nie został zgłoszony (–) |
| Pogrubienie                                                           | Start z pole position |
| Kursywa                                                               | Najszybsze okrążenie wyścigu |
| †                                                                     | Nie ukończył, ale jego rezultat został zaliczony ze względu na przejechanie więcej niż 90% dystansu wyścigu.                              |
| *                                                                     | Sezon w trakcie |
| 1/2/3                                                                 | Punktowana pozycja w sprincie kwalifikacyjnym                                                                                             |
| Lista systemów punktacji Formuły 1                                    | |

| Rok  | Zespół | Wyniki w poszczególnych eliminacjach | Wyniki w poszczególnych eliminacjach | Wyniki w poszczególnych eliminacjach | Wyniki w poszczególnych eliminacjach | Wyniki w poszczególnych eliminacjach | Wyniki w poszczególnych eliminacjach | Wyniki w poszczególnych eliminacjach | Wyniki w poszczególnych eliminacjach | Wyniki w poszczególnych eliminacjach | Wyniki w poszczególnych eliminacjach | Wyniki w poszczególnych eliminacjach | Wyniki w poszczególnych eliminacjach | Wyniki w poszczególnych eliminacjach | Wyniki w poszczególnych eliminacjach | Wyniki w poszczególnych eliminacjach | Wyniki w poszczególnych eliminacjach | Wyniki w poszczególnych eliminacjach | Punkty | Pozycja |
| ---- | ------ | ------------------------------------ | ------------------------------------ | ------------------------------------ | ------------------------------------ | ------------------------------------ | ------------------------------------ | ------------------------------------ | ------------------------------------ | ------------------------------------ | ------------------------------------ | ------------------------------------ | ------------------------------------ | ------------------------------------ | ------------------------------------ | ------------------------------------ | ------------------------------------ | ------------------------------------ | ------ | ------- |
| 2014 | Lotus  | ITA                                  | ITA                                  | ARA                                  | ARA                                  | MON                                  | BEL                                  | BEL                                  | RUS                                  | RUS                                  | DEU                                  | DEU                                  | HUN                                  | HUN                                  | FRA                                  | FRA                                  | JER                                  | JER                                  | 83     | 8       |
| 2014 | Lotus  | 17                                   | 16                                   | 7                                    | 8                                    | NU                                   | –                                    | –                                    | –                                    | –                                    | 13                                   | 2                                    | 5                                    | 7                                    | 3                                    | 6                                    | 4                                    | 8                                    | 83     | 8       |
| 2015 | Lotus  | ARA                                  | ARA                                  | MON                                  | BEL                                  | BEL                                  | HUN                                  | HUN                                  | AUT                                  | AUT                                  | UK                                   | UK                                   | DEU                                  | DEU                                  | FRA                                  | FRA                                  | JER                                  | JER                                  | 234    | 2       |
| 2015 | Lotus  | 4                                    | 1                                    | NU                                   | 1                                    | 3                                    | 4                                    | 2                                    | 6                                    | 1                                    | 3                                    | 2                                    | 4                                    | 11                                   | 10                                   | 2                                    | 3                                    | 3                                    | 234    | 2       |

### Podsumowanie
| Sezon | Seria                                                                     | Zespół                  | Wyścigi | Zwycięstwa | PP | NO | Podium | Punkty | Pozycja |
| ----- | ------------------------------------------------------------------------- | ----------------------- | ------- | ---------- | -- | -- | ------ | ------ | ------- |
| 2010  | MitJet Series                                                             | MitJet Skoda            | 12      | 0          |    | 0  | 1      | 180    | 9       |
| 2011  | Francuska Formuła 4                                                       | Signatech               | 14      | 3          | 6  | 5  | 10     | 146    | 1       |
| 2012  | Europejski Puchar Formuły Renault 2.0                                     | Tech 1 Racing           | 14      | 0          | 0  | 0  | 0      | 1      | 29      |
| 2012  | Alpejska Formuła Renault 2.0                                              | Tech 1 Racing           | 7       | 0          | 0  | 0  | 1      | 29     | 14      |
| 2012  | 2e Grand Prix Electrique                                                  | L'Hebdo+                | 7       | 0          | 0  | 0  | 1      | 0      | NS      |
| 2012  | French GT Championship                                                    | Graff Racing            | 2       | 0          | 0  | 0  | 0      | 0      | NS      |
| 2012  | V de V Challenge Endurance Moderne - Proto                                | CD Sport                | 1       | 0          | 0  | 0  | 0      | 0      | NS      |
| 2013  | Europejski Puchar Formuły Renault 2.0                                     | Tech 1 Racing           | 12      | 2          | 2  | 2  | 2      | 57     | 10      |
| 2013  | Alpejska Formuła Renault 2.0                                              | Tech 1 Racing           | 4       | 0          | 0  | 0  | 0      | 20     | 18      |
| 2013  | Francuski Puchar Porsche Carrera                                          | Pro GT by Almeras       | 4       | 1          | 2  | 3  | 4      | 37     | 14      |
| 2013  | V de V Michelin Endurance Series - Challenge Endurance GT/Tourisme V de V | Porsche Almeras         | 1       | 0          | 0  | 0  | 0      | 12     | 8       |
| 2013  | V de V Endurance GT Tourisme - GTV3                                       | Porsche Almeras         | 1       | 0          | 0  | 0  | 0      | 0      | NS      |
| 2013  | V de V Endurance GT Tourisme - GTV3                                       | Porsche Almeras         |         |            |    |    |        | 0      | NS      |
| 2014  | Formuła Renault 3.5                                                       | Lotus                   | 13      | 0          | 0  | 0  | 2      | 83     | 8       |
| 2014  | Dunlop 24H Dubai - A6-Pro                                                 | Crubilé Sport           | 1       | 0          | 0  | 0  | 0      | N/A    | 12      |
| 2014  | European Le Mans Series - GTC                                             | Pro GT by Almeras       | 1       | 0          | 0  | 0  | 0      | 8      | 22      |
| 2014  | Championnat de France FFSA GT                                             | Team Martinet - Alméras | 2       | 0          | 0  | 0  | 0      | 0      | NS      |
| 2015  | Formuła Renault 3.5                                                       | Lotus                   | 17      | 3          | 5  | 4  | 10     | 234    | 2nd     |
| 2015  | Formuła Renault 2.0 Alps                                                  | Lotus                   | 2       | 0          | 0  | 0  | 0      | 0      | NC†     |

† Nie był liczony do klasyfikacji